# Ali Bader
Ali Bader (arabe: علي بدر, Bader Ali), né à Bagdad en 1979, est un romancier, dramaturge, essayiste, poète et scénariste irakien.
Son roman Papa Sartre, couronné par plusieurs prix littéraires dans le monde arabe, est le premier à être traduit en français aux Éditions du Seuil.
Il habite aujourd'hui[évasif] à Bruxelles. 

## Biographie
Ali Bader est né à Bagdad. Chroniqueur de la petite histoire irakienne, il a publié dix sept romans depuis le début des années 2000, parvenant à s’imposer comme l’une des voix les plus originales[non neutre] de sa génération. Papa Sartre, traduit de l’arabe (Irak) par May A. Mahmoud, qui a été couronné par plusieurs prix littéraires dans le monde arabe, est la première de ses œuvres à être traduite en français aux Éditions du Seuil.
Son deuxième roman publié aussi par les Éditions du Seuil est Vies et morts de Kamal Medhat.

## Œuvres

### Romans
- 2001 : Papa Sartre, réédité douze fois, obtient de nombreux prix dans le monde arabe[réf. nécessaire], édité en français aux Éditions du Seuil.
- 2002 : Un Hiver en famille
- 2003 : Sur La Route de Tel al Moutran
- 2004 : Le Festin nu
- 2005 : Du Tumulte, des femmes et un écrivain inconnu
- 2006 : Les Lanternes de Jérusalem
- 2006 : Les Plans de minuit, recueil de récits de voyages effectués par Ali Bader en Iran, Istanbul, et quelques grandes villes du Moyen-Orient
- 2007 : Courir après les loups , un rapport écrit par un journaliste sur les communistes irakiens qui, fuyant l'enfer de Saddam Hussein arrivent à Addis-Ababa vers la fin des années soixante dix.
- 2008 : Le Gardien du tabac
- 2009 : Les Rois des sables
- 2010 : Le Crime, l'art, et le dictionnaire de Bagdad
- 2011 : Les Professeurs des illusions
- 2015 : La Mécréante
- 2016 : Le Musicien des nuages
- 2016 : Vies et morts de Kamal Medhat
- 2018 : Fête des assassins'
- 2021 : Printemps des généraux

### Poésie
- 1996 : Le Livre du métier : Bagdad en 1898, poèmes ethnographiques
- 2002 : Crimes de velours et de crème
- 2004 : Le Livre des assassins
- 2005 : Le Livre du désert
- 2009 : Le livre d'un homme érotique
- 2012 : Le livre d'un exilé heureux

### Théâtre
- 2004 : Le Monde des femmes célibataires
- 2009 : Dans la taverne des émigrés
- 2013 : Quand Fatima se fait appeler Sophie

### Essais
- 2006 : Les Cartes de minuit
- 2005 : Massignion à Bagdad
- 2005 : Un prince endormi et une campagne en attente
- 2006 : Témoignages sur la transformation de l'Irak après 2003
- 2008 : L'Identité entre l'exil et la nation
- 2009 : Invitation à la fête des célébrités
- 2020 : Le journal des étrangers; un rdrendez-vous au café

### Films
- 2006 : Sous le cendre
- 2007 : L'Histoire de la littérature irakienne

## Prix
- Prix d'État pour la littérature (Bagdad 2003)[4]
- Prix Abu al-Qassim Al-Shabi (Tunisie 2003)
- Prix de la créativité littéraire (U E A 2004)
- Prix Ibn Battuta pour les récits de voyages (Abu Dhabi 2005)
- Prix Every Human Has Rights Media, Paris, 2008[5]